# Battlefield 1
Battlefield 1 é um jogo eletrônico de tiro em primeira pessoa desenvolvido pela DICE e publicada pela Electronic Arts. É o décimo quarto jogo da franquia Battlefield. Foi lançado em outubro de 2016 para Microsoft Windows, PlayStation 4 e Xbox One. Foi um grande sucesso de crítica e vendas.

## Jogabilidade
Semelhante aos jogos anteriores da série, Battlefield 1 é um jogo de tiro em primeira pessoa. Ele ocorre no período da Primeira Guerra Mundial, e é inspirado em fatos históricos. Os jogadores podem fazer uso de armas usadas neste conflito, incluindo rifles de ferrolho, armas automáticas e semi-automáticas, artilharia, lança-chamas, gás mostarda e metralhadoras para matar oponentes.
O multiplayer do jogo suporta até 64 jogadores. Os mapas são baseados em localidades ao redor do mundo, incluindo a Arábia, a frente ocidental, os alpes e na Rússia (Revolução russa).

## Enredo
Diferente de outras campanhas dos jogos anteriores da franquia, o enredo do single-player de Battlefield 1 é composto de seis "histórias de guerra" separadas, cada uma mostrando a perspectiva de um combatente diferente de variadas nacionalidades:
- "Storm of Steel" ("Tempestade de Aço") - Representa a história de vários soldados norte-americanos na França durante uma ofensiva do Império da Alemanha.
- "Through Mud and Blood" ("Através da Lama e Sangue") - Conta a história de um chofer britânico que após sua entrada na guerra é encarregado de ser motorista do tanque Mark V, e sua participação na segunda Batalha de Cambrai .
- Friends in High Places" ("Amigos em Lugares privilegiados") - Narra a história de um norte-americano alistado na Royal Flying Corps britânico, que engana seu comandante para roubar seu avião. Durante um treinamento acaba encontrando uma importante base alemã na França por acaso, e lançando uma ataque sobre ela. Porém seu avião é abatido e cai em terra de ninguém, ele salva seu companheiro mas é preso por ter enganado seu comandante. Já em Londres para ser julgado, acontece  um ataque com balões dirigíveis, então liberto ele luta para destruir a ofensiva inimiga.
- "Avanti Savoia" - É a história de um soldado italiano, membro dos Arditi; que recebe a missão de apoiar o pelotão de seu irmão gêmeo num ataque a um forte do Império Austro-Hungaro.
- "The Runner" ("O Corredor") - Agora no teatro de operações do Oriente Médio, um Australiano do ANZAC que ataca a praia de Galípoli no Império Otomano, se vê forçado a ajudar um jovem que acaba de se alistar enquanto luta contra a defesa Otomana, e vê crescer seu carinho pelo jovem.
- Nothing is Written" ("Nada é Escrito") - Contando a história dos Beduínos liderados pelo Britânico T.E. Lawrence, na sua luta por independência árabe. Controlando uma mulher, o objetivo é destruir um trem blindado.

## Recepção

### Pré-lançamento
O jogo recebeu resposta positiva da comunidade após seu anúncio oficial. Desde 2 de julho de 2016, o trailer de revelação do Battlefield 1 está no YouTube, com mais de 2 milhões de curtidas. A Electronic Arts deverá vender 14 milhões de unidades em seu primeiro ano de lançamento. Escrevendo para a Wired, Jake Muncy, não conseguiu refletir sobre as situações complexas da Primeira Guerra Mundial, e achou que esse não era o cenário ideal para um jogo. Em contraste, Robert Rath, da Zam, refletiu sobre os mesmos tópicos, e observou que a Primeira Guerra Mundial foi amplamente esquecida na cultura popular devido à sua incapacidade de inspirar paixão ou interesse; Rath sugeriu que Battlefield 1 poderia rejuvenescer o interesse popular na guerra. No The Guardian, Alex Hern criticou o que ele percebia como uma hipocrisia daqueles que apoiaram a ideia do jogo ser ambientado na Primeira Guerra Mundial, escrevendo: "perguntando se a primeira guerra mundial é um tópico apropriado para um jogo de tiro em primeira pessoa"

### Pós-lançamento
A resposta de fãs e críticos a Battlefield 1 foi, de acordo com o site Metacritic, muito positiva.
Revisores elogiaram o ambiente único e refrescante do jogo, bem como o fato da DICE desenvolver um jogo com temática da Primeira Guerra Mundial. O modo multiplayer foi elogiado por sua mecânica sólida, o novo modo de jogo Operations, a trilha sonora e os mapas, entre muitas outras coisas. Embora o elogio foi dado à campanha single-player para a sua história e design de nível, foi, no entanto, criticado por ser muito curto. A PC World também criticou que todas as seis campanhas ocorram do ponto de vista dos Aliados e que o ponto de vista dos Impérios Centrais esteja ausente.

### Vendas
Battlefield 1 foi o jogo de varejo mais vendido no Reino Unido. Suas vendas na semana de lançamento superaram as vendas combinadas de Battlefield 4 e Battlefield Hardline A versão de PlayStation 4 liderou as vendas no Japão, vendendo 113.083 cópias em sua primeira semana. A partir de 18 de janeiro de 2017, a versão de PlayStation 4 vendeu 249.053 cópias no Japão.
Battlefield 1 foi o jogo mais vendido nos Estados Unidos no mês de seu lançamento.